# Список дипломатических миссий Вьетнама

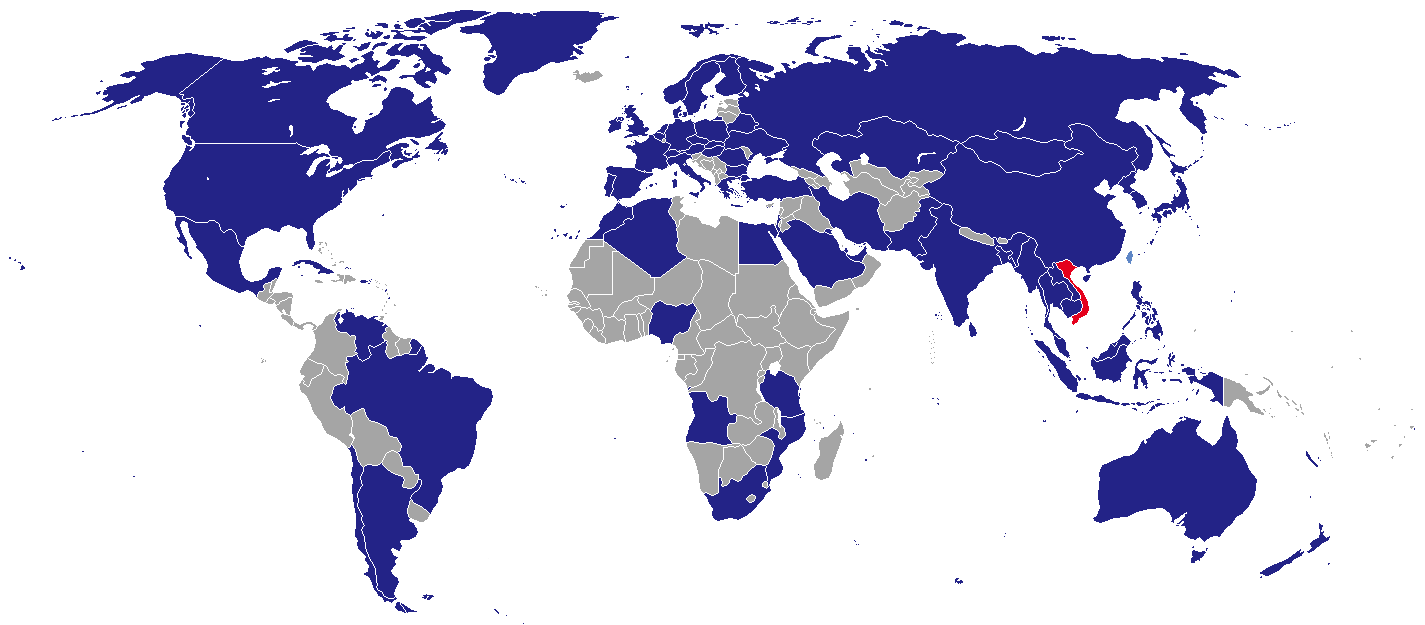

Список дипломатических миссий Вьетнама — дипломатические представительства Вьетнам имеет на всех 5 континентах. Первое официальное представительство Северного Вьетнама (ДРВ) было открыто в столице Таиланда, Бангкоке, в 1948 году, однако оно было закрыто уже в 1951, после признания Таиландом Южного Вьетнама (Республики Вьетнам). Первое посольство ДРВ было открыто в 1950 году в Пекине, затем — в 1952 году — в Москве; в то же время появились консульства в Наньнине, Гуанчжоу и Куньмине. В 1964 году ДРВ имел уже 19 дипломатических миссий за рубежом, а в 1970 году — 30 миссий. Южный Вьетнам вплоть до 1975 года (когда произошло объединение двух вьетнамских государств) обладал своей, отдельной сетью посольств.

## Европа
- Австрия Вена (посольство)
- Беларусь Минск (посольство)
- Бельгия Брюссель (посольство)
- Болгария София (посольство)
- Чехия Прага (посольство)
- Дания Копенгаген (посольство)
- Финляндия Хельсинки (посольство)
- Франция Париж (посольство)
- Германия Берлин (посольство)
  - Франкфурт-на-Майне (генеральное консульство)
- Венгрия Будапешт (посольство)
- Италия Рим (посольство)
- Нидерланды Гаага (посольство)
- Норвегия Осло (посольство)
- Польша Варшава (посольство)
- Румыния Бухарест (посольство)
- Россия Москва (посольство)
  - Екатеринбург (генеральное консульство)
  - Владивосток (генеральное консульство)
- Словакия Братислава (посольство)
- Испания Мадрид (посольство)
- Швеция Стокгольм (посольство)
- Швейцария Берн (посольство)
- Украина Киев (посольство)
- Великобритания Лондон (посольство)

## Северная Америка
- Канада Оттава (посольство)
  - Ванкувер (генеральное консульство)
- Куба Гавана (посольство)
- Мексика Мехико (посольство)
- Панама Панама (посольство)
- США Вашингтон (посольство)
  - Хьюстон (генеральное консульство)
  - Нью-Йорк (генеральное консульство)
  - Сан-Франциско (генеральное консульство)

## Южная Америка
- Аргентина Буэнос-Айрес (посольство)
- Бразилия Бразилиа (посольство)
- Чили Сантьяго (посольство)
- Венесуэла Каракас (посольство)

## Африка
- Алжир Эль-Джазаир (посольство)
- Ангола Луанда (посольство)
- Египет Каир (посольство)
- Ливия Триполи (посольство)
- Марокко Рабат (посольство)
- Мозамбик Мапуту (посольство)
- Нигерия Абуджа (посольство)
- ЮАР Претория (посольство)
- Танзания Дар-эс-Салам (посольство)

## Азия
- Бангладеш Дакка (посольство)
- Бруней Бандар-Сери-Бегаван (посольство)
- Камбоджа Пномпень (посольство)
  - Баттамбанг (генеральное консульство)
  - Сиануквиль (генеральное консульство)
- Китай Пекин (посольство)
  - Гуанчжоу (генеральное консульство)
  - Гонконг (генеральное консульство)
  - Куньмин (генеральное консульство)
  - Наньнин (генеральное консульство)
  - Шанхай (генеральное консульство)
- Индия Нью-Дели (посольство)
  - Мумбай (генеральное консульство)
- Индонезия Джакарта (посольство)
- Япония Токио (посольство)
  - Осака (генеральное консульство)
  - Фукуока (генеральное консульство)
  - Нагоя (консульство)
- Казахстан Астана (посольство)
- КНДР Пхеньян (посольство)
- Республика Корея Сеул (посольство)
- Лаос Вьентьян (посольство)
  - Паксе (генеральное консульство)
  - Кейсонфомвихан (генеральное консульство)
  - Луанг-Прабанг (генеральное консульство)
- Малайзия Куала-Лумпур (посольство)
- Монголия Улан-Батор (посольство)
- Мьянма Янгон (посольство)
- Пакистан Исламабад (посольство)
- Филиппины Манила (посольство)
- Сингапур Сингапур (посольство)
- Шри-Ланка Коломбо (посольство)
- Китайская Республика Тайбэй (экономическое и культурное представительство)
- Таиланд Бангкок (посольство)
  - Кхонкэн (генеральное консульство)
- Узбекистан Ташкент (посольство)

### Ближний и Средний Восток
- Иран Тегеран (посольство)
- Ирак Багдад (посольство)
- Израиль Тель-Авив (посольство)
- Кувейт Эль-Кувейт (посольство)
- Катар Доха (посольство)
- Саудовская Аравия Эр-Рияд (посольство)
- Турция Анкара (посольство)
- ОАЭ Абу-Даби (посольство)

## Океания
- Австралия Канберра (посольство)
  - Сидней (генеральное консульство)
  - Перт (генеральное консульство)
- Новая Зеландия Веллингтон (посольство)

## Международные организации
- Брюссель (постоянная миссия при ЕС)
- Женева (постоянная миссия при учреждениях ООН)
- Джакарта (постоянная миссия при АСЕАН)
- Нью-Йорк (постоянная миссия при ООН)
- Париж (постоянная миссия при ЮНЕСКО)